# 大山くまお
大山 くまお（おおやま くまお、1972年 - ）は、日本の著作家、編集者。
愛知県出身。愛知県立松蔭高等学校、静岡県立大学に学ぶ。
映画雑誌や書籍の編集に携わった後、フリーランスのライター、編集者となり、雑誌記事の執筆のかたわら、中日ドラゴンズや『クレヨンしんちゃん』などに関する著書を出している。また、「名言」を切り口とした著書も複数あり、「名言ハンター」とも称される。

## 著書

### 単著
- 『名言力：人生を変えるためのすごい言葉』ソフトバンククリエイティブ〈ソフトバンク新書〉、2009年。
- 『平成の名言200：勇気がもらえるあの人の言葉』宝島社〈宝島SUGOI文庫〉、2012年。
- 『野原ひろしの名言 『クレヨンしんちゃん』に学ぶ幸せの作り方』双葉社、2014年。
- 『野原ひろしの超名言 『クレヨンしんちゃん』に学ぶ家族愛』双葉社、2015年。
- 『「がんばれ!」でがんばれない人のための"意外"な名言集』ワニブックス、2016年。
- 『名言のクスリ箱 心が折れそうなときに力をくれる言葉200』SBクリエイティブ〈SB新書〉、2021年8月。ISBN 978-4-8156-1162-0。

中日ドラゴンズあるあるシリーズ
- 『中日ドラゴンズあるある』TOブックス、2013年。 - 中村智子 画
- 『中日ドラゴンズあるある 2』TOブックス、2013年。 - 河合じゅんじ 画
- 『中日ドラゴンズあるある 3』TOブックス、2015年。 - 河合じゅんじ 画

### 共著
- （速水健朗、円堂都司昭、栗原裕一郎、成松哲との共著）バンド臨終図巻、河出書房新社、2010年
  - 増補を経た文庫化：バンド臨終図巻：ビートルズからSMAPまで、文藝春秋（文春文庫）2016年
- （林信行、リベロスタイルとの共編著）クレヨンしんちゃん大全、双葉社、2011年
  - クレヨンしんちゃん大全 2020年増補版、双葉社、2020年
- （林信行との共著） アニメーション監督出崎統の世界：「人間」を描き続けた映像の魔術師、河出書房新社、2012年
- （川合登志和との共著）名古屋あるある、TOブックス、2014年 - 福島モンタ 画.